# Classics selected by Brian Wilson
Classics selected by Brian Wilson es un álbum de compilación de The Beach Boys publicado el 2 de julio de 2002. 

## Características
Este álbum tiene en particular de que el compilador de las canciones fue el genio creativo del grupo, Brian Wilson. Contiene una nueva grabación "California Feelin'", aunque no fue grabada con The Beach Boys sino con Brian Wilson y su banda de solista. Las canciones seleccionadas por Brian son casi todas composiciones realizadas por él, como "Surfer Girl" y "The Warmth of the Sun" además de canciones de sus magistrales álbumes Pet Sounds y SMiLE, y otras canciones "sueltas" como "'Til I Die" y "Sail On, Sailor".

## Lista de canciones
Todas escritas por Brian Wilson y Mike Love, excepto donde se indica.

| N.º | Título                                                                                    | Detalles                                                                                              | Duración |  |
| 1.  | «Surfer Girl» (Brian Wilson)                                                              | Versión común de álbum                                                                                | 2:26     |  |
| 2.  | «The Warmth of the Sun»                                                                   | Versión común de álbum                                                                                | 2:52     |  |
| 3.  | «I Get Around»                                                                            | Versión común de álbum                                                                                | 2:12     |  |
| 4.  | «Don't Worry Baby» (Brian Wilson y Roger Christian)                                       | Versión común de álbum                                                                                | 2:47     |  |
| 5.  | «In My Room» (Brian Wilson y Gary Usher)                                                  | Versión común de álbum                                                                                | 4:00     |  |
| 6.  | «California Girls»                                                                        | Versión común de álbum                                                                                | 2:45     |  |
| 7.  | «God Only Knows» (Brian Wilson y Tony Asher)                                              | Es la nueva mezcla en estéreo de The Pet Sounds Sessions                                              | 2:52     |  |
| 8.  | «Caroline, No» (Brian Wilson y Tony Asher)                                                | Es la versión de The Pet Sounds Sessions en estéreo, pero sin el final del tren y los perros ladrando | 2:17     |  |
| 9.  | «Good Vibrations»                                                                         | Versión común de sencillo                                                                             | 3:36     |  |
| 10. | «Wonderful» (Brian Wilson y Van Dyke Parks)                                               | Versión del álbum Smiley Smile                                                                        | 2:21     |  |
| 11. | «Heroes and Villains» (Brian Wilson y Van Dyke Parks)                                     | Versión del álbum Hawthorne, CA en estéreo                                                            | 3:38     |  |
| 12. | «Surf's Up» (Brian Wilson y Van Dyke Parks)                                               | Versión común de álbum                                                                                | 4:12     |  |
| 13. | «Busy Doin' Nothin'» (Brian Wilson)                                                       | Versión común de álbum                                                                                | 3:03     |  |
| 14. | «We're Together Again» (Ron Wilson)                                                       | Inédita hasta la edición de Friends/20/20 en 1990 (reeditado en 2001)                                 | 1:46     |  |
| 15. | «Time To Get Alone» (Brian Wilson)                                                        | Versión común de álbum                                                                                | 2:37     |  |
| 16. | «This Whole World» (Brian Wilson)                                                         | Versión común de álbum                                                                                | 1:56     |  |
| 17. | «Marcella» (Brian Wilson y Jack Rieley)                                                   | Versión de álbum                                                                                      | 3:53     |  |
| 18. | «Sail On, Sailor» (Brian Wilson, Van Dyke Parks, Tandyn Almer, Ray Kennedy y Jack Rieley) | Versión común de álbum                                                                                | 3:18     |  |
| 19. | «'Til I Die» (Brian Wilson)                                                               | Versión común de álbum                                                                                | 2:41     |  |
| 20. | «California Feelin'» (Brian Wilson y Stephen Kalinich)                                    | **Versión de Brian Wilson en 2002 junto a su banda solista en vivo.                                   | 2:49     |  |

- - "California Feelin'" fue escrita en 1974, y grabada en 1978 por The Beach Boys pero no fue editada oficialmente hasta la edición del box set Made in California de 2013.